# Червона Новоселівка
Черво́на Новосе́лівка — село в Україні, у Казанківській селищній громаді Баштанського району Миколаївської області. Населення становить 19 осіб.